# Stachyris melanothorax
Stachyris melanothorax е вид птица от семейство Timaliidae.

## Разпространение
Видът е разпространен в Индонезия.